# Хидетака Нишияма
Хидетака Нишияма (Hidetaka Nishiyama) е японски каратист, сред най-големите майстори по карате.
Неговото обучение започва през 1943 г., на 15-годишна възраст, под ръководството на Гичин Фунакоши, който е човекът, пренасящ каратето от Окинава в Япония. Приет е в университета Takushoku и продължава заниманията си с карате, става член на университетския отбор, а през 1949 г. и негов капитан. Завършва икономика през 1951 г. По това време карате не е особено популярно. Други бойни изкуства, като кендо и джудо се изучават като задължителни предмети в японските средни училища.
През късните '40 американското Стратегическо въздушно командване (SAC) започва обучение на военнослужещите по джудо, айкидо и карате, което цели подобряване на физическото им състояние. Ето какво си спомня Нишияма в едно от своите интервюта за този период: „Ние (Нишияма, Фунакоши, Накаяма и Обата) бяхме поканени в американските бази да преподаваме... Аз бях най-младият. Всеки път от нас се очакваше да правим и демонстрации. Те бяха тежки, аз трябваше да чупя много дъски и скоро започнах да имам проблем с ръцете си.“ Един от учениците на майстора споделя: „... много пъти американците предизвикваха г-н Нишияма да счупи дебела дъска, напоена с вода. Той никога не се провали в този тест и никога не поиска помощ от някой друг.“ Въпреки че са били трудни времена за карате ентусиастите, това спомогнало за разпространението на карате по света. Нишияма и колегите му (10 души в състава на мисията) били поканени през 1953 г. да посетят САЩ за 3 месеца и да направят демонстрации във всяка база на SAC в САЩ и Куба. Тъй като американците винаги са имали стремеж да знаят „защо“, а не само „как“, Накаяма и Нишияма са принудени да започнат да изследват научната основа на карате техниките в областта на анатомията, кинезиологията, психологията, философията и физиката. Изследванията им променили в някаква степен старите техники и методи на обучение, правейки ги по-приемливи за западнят човек.
Нишияма е един от основателите на Японската карате асоциация (ЯКА) и създаденото към нея Инструкторско училище, през което минават най-известните карате учители в света: Каназава, Еноеда, Shirai и Mikami.
През 1960 г. той публикува книгата „Karate: The Art of Empty Hand Fighting“. Тя още се счита за завършен текст относно карате и е една от най-продаваните книги на пазара, издавана 70 пъти.
През 1961 г. Нишияма е поканен и се мести в САЩ, където създава All American Karate Federation (AAKF), която през 1978 г. се реструктурира и сменя името си на American Amateur Karate Federation – Нишияма е нейният президент. Федерацията е член на създадената през 1973 г. International Amateur Karate Federation (IAKF), преименувана през 1985 г. на International Traditional Karate Federation (ITKF), най-голямата структура за традиционно карате, която се създава през 1975 г., за да се избегне объркването между новите карате стилове и традиционното карате – Нишияма е председател.
На 10 октомври 1999 година, по предложение на американски сенатор, е издигнат флаг на Конгреса в негова чест за заслугите му, а на 3 ноември 2000 г. получава награда за културния си принос и от императора на Япония, като церемонията е в императорския дворец в Токио.